# Forever Underground
Forever Underground – trzeci album amerykańskiej deathmetalowej grupy Vital Remains. Wydany został przez Osmose Productions w roku 1997.

## Lista utworów
1. „Forever Underground” – 9:17
2. „Battle Ground” – 6:49
3. „I Am God” – 9:37
4. „Farewell to the Messiah” – 1:30
5. „Eastern Journey” – 6:17
6. „Divine in Fire” – 8:11

## Twórcy
- Tony Lazaro – gitara rytmiczna, gitara basowa
- David Suzuki – perkusja, gitara prowadząca, gitara basowa
- Joseph Lewis – wokal